# Oxyrhopus leucomelas
Oxyrhopus leucomelas (несправжня коралова змія Вернера) — вид змій родини полозових (Colubridae). Мешкає в Південній Америці.

## Поширення і екологія
Несправжні коралові змії Вернера мешкають в Андах на території Венесуели, Колумбії, Еквадору, Перу і Болівії, Парагваї і північно-східній Аргентині. Вони живуть у вологих гірських тропічних лісах та в гірських хмарних лісах, на висоті від 1200 до 2750 м над рівнем моря.